# Йоахім Вандель
Йоахім Фрідріх «Гном» Вандель (нім. Joachim Friedrich „Gnom“ Wandel; 7 травня 1914, Шлохау, Німецька імперія — 7 жовтня 1943, Осташков, РРФСР) — німецький льотчик-ас, гауптман люфтваффе. Кавалер Лицарського хреста Залізного хреста.

## Біографія
В 1935 році вступив в артилерію, потім перейшов в люфтваффе і після закінчення льотної підготовки служив в JG132. Наприкінці 1936 року лейтенант Вандель прибув в Іспанію і служив в легіоні Кондор. 13 травня 1937 року в районі Дуранго його Ні-51 був збитий зенітною артилерією. Вандель потрапив в полон до республіканців, але незабаром був обміняний.
Початок Другої світової війни він зустрів у складі 2./JG76. Першу перемогу здобув вранці 5 червня 1940 року, збивши біля Ам'єна винищувач MS.406. Ввечері 7 червня його рахунок поповнив  британський «Гаррікейн». На початку липня його ескадрилью перейменували в 5./JG54, а 1 серпня самого Ванделя направили інструктором в JFS Zerbst. Восени 1941 року його призначили ад'ютантом II./JG54, що діяла на Східному фронті. Його рахунок став швидко зростати, і вже ввечері 15 березня 1943 року він досяг рубежу в 30 перемог, збивши Як-1. 30 квітня він очолив 5./JG54. У липні-серпні, здійснюючи світлими місячними ночами бойові вильоти, Вандель збив 16 літаків, у тому числі в ніч на 7 липня — чотири По-2, ТБ-3 і СБ-2, в ніч на 20 липня — два По-2, а в ніч на 3 серпня — ще три По-2. 9 серпня в двох вильоти записав на рахунок п'ять МіГ-3, подолавши планку в 60 перемог. 18 серпня, збивши в трьох вильоти три винищувача, він перевищив рубіж в 70 перемог.
Вранці 7 жовтня Вандель збив ЛаГТ-3, здобувши 75-у і останню перемогу. У тому ж бою його Bf-109G-2  (бортовий номер 10 353) був збитий і звалився на ліс. Вандель загинув. Станом на 2019 рік могила не була знайдена.

## Сім'я
Другий з чотирьох братів Вандель.
- Армін Вандель
- Фрідріх Вільгельм Вандель
- Гайнц-Гюнтер Вандель (15 січня 1919 — липень 1943, Орел) — гауптман і командир панцергренадерської роти. Загинув під час операції «Цитадель».

## Нагороди
- Нагрудний знак пілота
- Медаль «За Іспанську кампанію» (Іспанія)
- Іспанський хрест в сріблі з мечами
- Медаль «У пам'ять 13 березня 1938 року»
- Медаль «За вислугу років у Вермахті» 4-го класу (4 роки)
- Медаль «У пам'ять 1 жовтня 1938»
- Залізний хрест 2-го і 1-го класу
- Авіаційна планка винищувача в золоті
- Почесний Кубок Люфтваффе (28 травня 1942)
- Німецький хрест в золоті (27 липня 1942)
- Лицарський хрест Залізного хреста (21 серпня 1942) — за 64 перемоги.
- Медаль «За зимову кампанію на Сході 1941/42»